# Теплоключевской наслег
Теплоключевской наслег — сельское поселение в Томпонском районе Якутии Российской Федерации.
Административный центр — село Тёплый Ключ.

## История
Статус и границы сельского поселения установлены Законом Республики Саха (Якутия) от 30 ноября 2004 года N 173-З N 353-III «Об установлении границ и о наделении статусом городского и сельского поселений муниципальных образований Республики Саха (Якутия)».

## Население
| 2002 | 2010 | 2011 | 2012 | 2013 | 2014 | 2015 |
| ---- | ---- | ---- | ---- | ---- | ---- | ---- |
| 1162 | ↘887 | ↘886 | ↘862 | ↘857 | ↘848 | ↘835 |
| 2016 | 2017 | 2018 | 2019 | 2020 | 2021 |      |
| ↘819 | ↘810 | ↘790 | ↘773 | ↗787 | ↗802 |      |

## Состав сельского поселения
| № | Населённый пункт | Тип населённого пункта       | Население |
| - | ---------------- | ---------------------------- | --------- |
| 1 | Аэропорт         | посёлок                      | ↘96       |
| 2 | Развилка         | посёлок                      | ↘13       |
| 3 | Тёплый Ключ      | село, административный центр | ↘345      |